# 矢野晶裕
矢野 晶裕（やの あきひろ、1980年10月7日 - ）は、日本の愛知県名古屋市中村区出身のアーティスト→SCHOOL←のボーカルギター。音楽プロデューサー、DJとしても活動、レーベル『CANDYRECORDS』の音楽プロデューサー及び創立者の一人。血液型はO型。

## 人物
10代半ば、名古屋でバンド活動を行い、CHOKOでギターボーカルとしてインディーズデビュー。
CHOKOでは、テレビ朝日系列局の深夜放送『Break Out』に出演が決まり名古屋のバンドのフロントマンとなる。渋谷公会堂で開催された同番組イベント『Break Out祭’99』に出演。
1998年にテレビ朝日ミュージックと契約、テレビ朝日のメジャーレーベルで全国CDメジャーデビュー、全国ツアーをした。
CBCテレビ『キングオブインディーズ』で優勝し、ロンドンにてレコーディングの権利を得て海外レコーディング作品となる『終わらない夢』をリリース。
CHOKOとしてその後の音源リリースは、株式会社JVCケンウッド・ビクターエンタテインメントレーベル『SPARKLE LABEL』でリリース。CHOKO解散後は、新たに→SCHOOL←のボーカルギターとして東京でバンド活動を行っている。
楠瀬誠志郎のプロダクションに所属。その後、矢野はTBSドラマ「タンブリング」に軽音部役者として出演。
寺岡呼人のレコーディングやツアーにギターリストとして参加したり、A×S×E（NATSUMEN）と共同プロデュースでCDを製作、中村達也 (LOSALIOS) とのセッションライブを行うなど音楽活動を行っている。
また、ロンドンのスタジオにて外人ドラマーとセッション録音し、元ナンバーガールのアヒト・イナザワとコラボCD製作するなど音源制作に取り組んでいる。
1st配信限定音源『StarFruits』では、エレクトロオリコンチャート初登場4位を獲得している。
その他にも、アニメ『もやしもん』のCMに→SCHOOL←のリミックス楽曲を提供したり、TBSドラマ『タンブリング』に軽音部役者として出演するなど様々な表現の場へ活動を広げている。
なお、現在、→SCHOOL←は正規メンバーと共にバンドとして活動しているが、活動当初は矢野によるソロプロジェクト的な要素が強く音源制作はすべての楽器を１人でこなし、ライブのみサポートメンバーを迎えての活動というスタイルをとっていた。
2019年「愛知MERRY ROCK PARADE2019」アルカラ Xmasスペシャルセッションズ参加。
→SCHOOL←矢野/9mm Parabellum Bullet 菅原/グッドモーニングアメリカ 金廣/cinema staff 飯田、辻/BIGMAMA 東出
2020年に名古屋ダイアモンドホールにて「→SCHOOL←15周年 単独公演」開催。

## メディア
- テレビ朝日系列局 『Break Out』1999年にCHOKOで出演。渋谷公会堂「BreaK Out祭」出演。
- CBC 『キングオブインディーズ』→SCHOOL←ドキュメンタリーとして出演。
- TBS 『タンブリング』軽音部役で出演。
- ラジオNACK5 『ミュージックスクール』ワンクールMC出演
- ZIP-FM『FIND-OUT』数回ゲスト出演

## ディスコグラフィ
| タイトル                 | 名義     | 収録曲 | 発売日         |                                      |
| ------------------------ | -------- | --- | -------------- | ------------------------------------ |
| SUNS PATH AND MOONS PATH | CHOKO    | 01.CHOKO 02.告白 03.GO AHEAD 04.IMAGE 05.OZONE | 1999年6月25日  | Break Out (BreakOut-06015)           |
| ただ今を                 | CHOKO    | 01.ただ今を 02.I think… 03.理想 | 1999年10月28日 | Break Out (BreakOut-06024)           |
| piece candy              | CHOKO    | 01.Children 02.YEAH!!!! 03.Active you 04.青い鳥 05.Only Sing a Song 06.青 -acoustic ver.-                                                                              | 2001年10月7日  | candy soul record (CSR1007)          |
| 終わらない夢             | CHOKO    | 01.終わらない夢 02.ブルー(Live) 03.究極のラブソング(Live) 04.終わらない夢(Live)                                                                                        | 不明           |                                      |
| DROP AS YOUTH            | CHOKO    | 01.other 02.HEAVENS OUT 03.How long 04.Reach your hand.......Understand? 05.stay                                                                                       | 2002年7月7日   | candy soul record (CSR0707)          |
| terrorism                | CHOKO    | 01.無感情的崩壊発言 02.アーケード 03.Green Baby 04.戦場に立つ意味 05.MY LIFE                                                                                           | 2003年12月17日 | SPARKLE LABEL (SPL10004 )            |
| 感情的format             | →SCHOOL← | 01.HITO-YONDE-SCHOOL 02.ワンダーステップ 03.サーフライダー 04.スピードクラシック 05.僕らの存在 06.TOWER 07.春風 08.tonight                                             | 2005年9月14日  | SPARKLE LABEL (SPL10011)             |
| 革命エレクトロ           | →SCHOOL← | 01.NEW∞EDGE 02.LOOP THE SUN 03.NO TIME NO WAY 04.sei-nei-ren-ai 05.imaginative 06.green☆baby**s** 07.ONLY SING A SONG 08.宅録ロニカ狂想曲 09.TOWER-TV city 10.解放地区 | 2007年4月18日  | パニックサークル・レコーズ (PAN0418) |
| PAINT OF DISCO           | →SCHOOL← | 01.MUSIC 02.I feel it 03.ALPHE DISCO 04.DESTINY 05.crazy music love 06.seed master                                                                                     | 2008年4月22日  | LD&K (195LDKCD)                      |
| 空色ディストラクション   | →SCHOOL← | 01.僕空の彼方 02.空色ディストラクション 03.マイラ 04.ボーダーライン 05.Star Fruits 06.INST 07.パッパラ 08.ヨーマイベイベー                                             | 2013年12月5日  | WE LOVE RECORDS (WLR1024)            |

## その他の作品
- VHS CHOKO「Break Out祭’99 [VHS]」テレビ朝日系で放映中の音楽情報番組『Break Out』による、インディーズ・バンドのイベントから、8月28~29日の渋谷公会堂でのステージを収録（CHOKO）
- DVD →SCHOOL←「COSMO the TV」→SCHOOL←×デッカチャン（吉本芸人）PV収録
- iTunes 配信限定音源 『StarFruits』iTunes配信エレクトロオリコンチャート4位初登場

## LIVE
- 中村達也（LOSALIOS）＆矢野晶裕（→SCHOOL←）＆cafelonセッションライブ
- 名古屋TREASURE05X
- 大阪 MINAMI WHEEL
- FREEDOM NAGOYA2014
- 神戸NEKOFES2016
- 名古屋ダイアモンドホール2017イベント
- 名古屋ダイアモンドホール2020/12/9「デビュー15周年ワンマンライブ」

## 主な楽曲制作
- 寺岡呼人（「ゆず」「Mr.children」プロデューサー） 楽曲アレンジ＆楽曲プレイヤー[8]。
- 上野まな（女優の上野樹里の姉。DJ SAORI（上野早織）の妹） 作曲提供。
- HIEROHUNTGREEN（ナオト・インティライミ楽曲提供者） 楽曲アレンジリミックス。
- デッカチャン（エン他の神様芸人/吉本興業）作曲編曲。
- 堀下さゆり（ＣＭヒットシンガー）楽曲編曲プロデュース。
- 新土居沙也加（SKE48率いる手羽先サミット公式PR隊）作曲編曲
- 空中分解（ぴったんこremix版）楽曲アレンジリミックス。[9]
- アニメ「もやしもん」×グリコ「ヨーグルトCM」作曲編曲。
- アニメ「もやしもん」×サプリ「シースルーライトCM」作曲編曲。
- TAKARA「魔弾戦記リュウケンドー 遊具CM」作曲編曲。
- SONY「PlayStation スポーツチャンピオンCM」作曲編曲。
- ナト☆カン（ハチャメチャアイドルメジャーユニット） 楽曲全般プロデュース。
- 究極人形（無茶ブリアイドルユニット） 楽曲全般プロデュース。
- アステリア(正統派アイドル)楽曲全般プロデュース。